# 迎圣桥

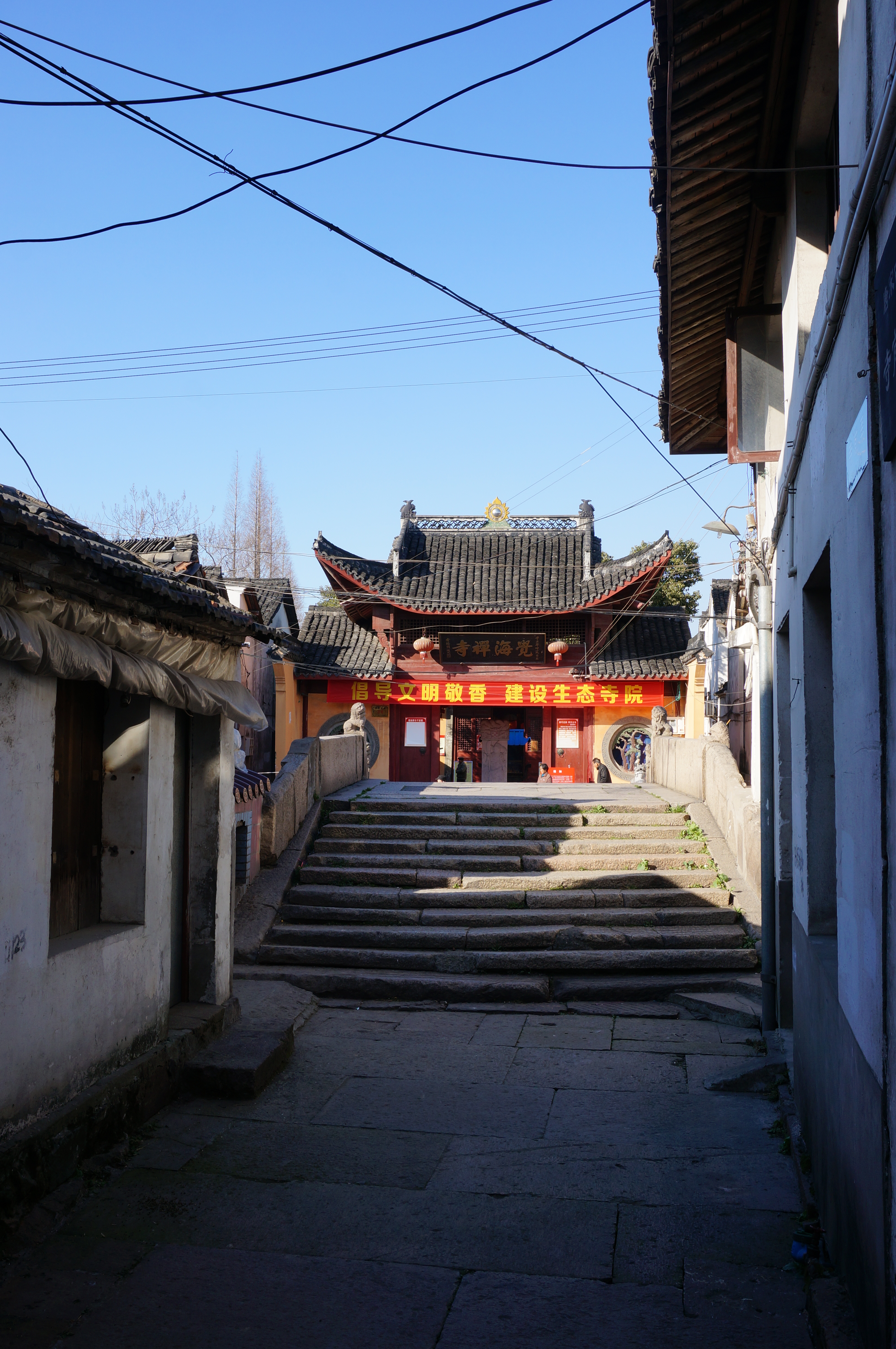
自迎圣桥南堍看觉海寺

迎圣桥俗称“寺前桥”，为位于中国浙江省湖州市德清县新市镇的一座单孔石拱桥，觉海禅寺南侧，南北向横跨市河。明弘治年间重修，原名“福地桥”，正德年间倾圮，寺僧惠源重修，改名“迎圣桥”。清嘉庆十六年重建。2006年9月4日公布为第二批德清县文物保护单位。
迎圣桥用花岗岩建造，长17.61米，高2.71米。栏石上镌刻的“迎圣桥”字样，在文革时期被红卫兵凿去。